# Pascal Blanchard (historien)
Pour les articles homonymes, voir Pascal Blanchard et Blanchard.
Pascal Blanchard, né le 2 juillet 1964, est un historien (docteur en histoire de l’université Panthéon-Sorbonne), documentariste, essayiste et co-directeur d'agence française de communication-muséographique. Il est spécialisé dans l'Empire colonial français, les études postcoloniales et l'histoire de l'immigration. Auteur de nombreux ouvrages, il a notamment contribué à une meilleure connaissance du phénomène des zoos humains et de l'histoire des imaginaires coloniaux.
Ses ouvrages ou son approche du passé colonial ont fait l'objet de nombreuses réactions médiatiques, mais aussi de critiques et déclenché des débats avec des historiens et des journalistes lui reprochant d'être un intellectuel engagé et de donner une image réductrice, voire militante du passé colonial.

## Formation
Après des études en génie civil à l'École du bâtiment et des travaux publics (EBTP) de Vincennes, il décide de suivre des études d'histoire.
Auteur d'une thèse sur le « Nationalisme et colonialisme : Idéologie coloniale, discours sur l’Afrique et les Africains de la droite nationaliste française, des années 30 à la Révolution nationale », à la suite de ses recherches au Centre de recherches africaines de la rue Mahler à Paris, Pascal Blanchard est titulaire d'un doctorat en histoire obtenu en 1994 à l'université Panthéon-Sorbonne.

## Carrière professionnelle
Il commence sa carrière en tant que chercheur-associé au Laboratoire CERSOI (Centre d'études et de recherche sur les sociétés de l'océan Indien) (Aix-en-Provence) GDR 015 CNRS / Aix-en-Provence), 1995-2000 (dirigé par Hubert Gerbeau).
Puis il a été chercheur-associé au GDR 2322 et UMR 6578 du CNRS Anthropologie des représentations du corps, Groupe de recherche Anthropologie des représentations du corps (Marseille), Faculté de médecine de Marseille (La Timone), 2000-2008 (dirigé par Gilles Boëtsch).
Il est ensuite de 2008 à novembre 2020, chercheur associé au Laboratoire Communication et Politique du CNRS(dirigé par Isabelle Veyrat-Masson).
Depuis 2019, Pascal Blanchard est membre du Comité d'orientation du Club XXIe siècle, une association loi de 1901 dont l'objectif est la promotion positive de la diversité et de l'égalité des chances.
Depuis décembre 2020, il est chercheur-associé au Centre d'histoire internationale et d'études politiques de la mondialisation (CHRIM) à l'université de Lausanne (UNIL).
Fin 2020, il est chargé par Nadia Hai, ministre déléguée chargée de la Ville, de conduire un comité scientifique paritaire comprenant 18 personnes au total, des historiens dont Pascal Ory, des responsables associatifs (Aïssata Seck, directrice de la Fondation pour la mémoire de l'esclavage), les écrivains Leïla Slimani et David Diop, l'actrice-écrivaine Rachel Khan et la journaliste Isabelle Giordano. Ce comité doit établir un recueil de noms de 300 à 400 fiches biographiques concernant des personnalités « qui ont contribué à notre Histoire mais n'ont pas encore trouvé leur place dans notre mémoire collective », mis à disposition des collectivités territoriales en vue de renouveler les noms de rues ou d'établissements publics. Il devait être rendu public en janvier 2021. Il a été remis le 12 mars 2021 à Jacqueline Gourault, ministre de la Cohésion des territoires et des Relations avec les collectivités territoriales et à Nadia Hai, et publié le même jour, sous le nom de Portraits de France,,.

## Travaux

### Spécialisation en études coloniales et post-coloniales & dans l'histoire de l'immigration
Le domaine d'intervention de Pascal Blanchard est le « fait colonial », les immigrations « des Suds » et les immigrations européennes en France, l'imaginaire colonial, l'histoire des présences combattantes et sportives en France et l'histoire du corps.
Pascal Blanchard est avec Eric Deroo à l'origine de la publication d'une série de huit ouvrages intitulée Un siècle d’immigration des Suds en France (XIXe – XXe siècles) publication qui s'échelonne entre 2001 et 2010.

### Groupe de recherche Achac
En 1989, avant la fin de ses études d'histoire, il fonde, avec Nicolas Bancel et des chercheurs, le Groupe de recherche Achac qui se fixe l'objectif de travailler « sur les représentations et les imaginaires coloniaux et postcoloniaux ».

### Co-réalisation de documentaires
En 2014, avec Rachid Bouchareb, il co-réalise une série de 50 films Frères d'armes. Ils se sont battus pour la France depuis plus d'un siècle, suivi de la série de 45 films Champions de France en 2015-2016. En 2017, il propose, en coréalisation avec Lucien Jean-Baptiste, une troisième série de 42 portraits, toujours pour France télévisions, intitulée Artistes de France.
Le documentaire Décolonisations: du sang et des larmes, réalisé avec David Korn-Brzoza en 2020 propose des images d'archives peu connues et des témoignages de descendants de victimes de la décolonisation,;  il prend appui sur un ouvrage, Décolonisations françaises. La chute d'un Empire, aux éditions de la Martinière, également publié en 2020 ; il évoque« le travail forcé, les croix marquées au rasoir sur les visages, les mauvaises pommes de terre données « aux colonisés et aux cochons » » et montre ce que les livres scolaires ont longtemps passé sous silence. Le documentaire, vu par deux millions et demi de téléspectateurs, a le mérite, Selon El Watan, de porter à la connaissance du grand public des pratiques coloniales telles que « la torture, le massacre de populations civiles, l’élimination des opposants et jusqu’à l’utilisation du napalm » qui entrent en contradiction avec les valeurs humanistes. Les représentations des colonies par le discours officiel français sont confrontées aux  paroles des témoins. Le documentaire se distingue par la qualité du travail de contextualisation historique selon Le Nouvel Observateur, le contexte étant d'abord celui de la Seconde Guerre mondiale puis celui de la Guerre froide ; il attire l'attention sur des responsabilités toujours « non assumées ». Parmi les intervenants, certains sont célèbres comme des membres du groupe Zebda, Manu Dibango, la journaliste Mélanie Wanga, l’ex-footballeur Lilian Thuram, et « permettent d’incarner au présent les blessures de l’histoire » selon Jeune Afrique.
Il a participé à la réalisation de plusieurs documentaires télévisés : 
- Les Zoos humains, Arte, 2002
- Paris couleurs[24], France 3, 2005
- Des noirs en couleur. L’histoire des joueurs afro-antillais et néo-calédoniens en équipe de France de football[25], Canal+, 2008
- Noirs de France (en trois parties), France 5, 2012
- Les Bleus, une autre histoire de France, France 2, 2016
- Sauvages, au cœur des zoos humains, Arte, 2018
- Décolonisations. Du sang et des larmes (en 2 parties), France 2, 2020
- Collaboration à plus d'une dizaine de films de fiction ou documentaires.

### Ouvrages
Pascal Blanchard a publié ou codirigé plus d'une soixantaine d'ouvrages (hors traductions) et revues sur les thèmes de la colonisation, la décolonisation et de l'immigration, notamment :
- La France noire (en collectif), Paris, La Découverte[26], 2011
- La France arabo-orientale (en collectif), Paris, La Découverte, 2011-2013[27]
- La Fracture coloniale (en collectif), Paris, La Découverte, 2005[28]
- Les Guerres de mémoire. La France et son histoire (avec Isabelle Veyrat-Mason), Paris, La Découverte, 2008
- Human Zoos: Science and Spectacle in the Age of Colonial Empires, Liverpool, Liverpool University Press, 2009. En 2012, le livre a été publié en langue allemande par les Éditions du Crieur Public, sous le titre MenschenZoos: Schaufenster der Unmenschlichkeit  (ISBN 3981506200).
- Culture coloniale en France de la révolution française à nos jours, Paris, CNRS éditions, 2008
- Exhibitions. L'invention du sauvage, Paris-Arles, Musée du quai Branly/Actes sud, 2011
- Atlas des immigrations en France, Paris, Autrement, 2021
- Les Années 30. Et si l'histoire recommençait ?, Paris, éditions de la Martinière, 2017
- Décolonisations françaises. La chute d’un l’Empire (avec Nicolas Bancel et Sandrine Lemaire), Paris, Editions de la Martinière, 2020
- Rédaction de plusieurs séries d’articles.

### Concepteur réalisateur de musées et expositions
Pascal Blanchard a réalisé plusieurs expositions sur le thème de la colonisation et de l'immigration, dont Images d'Empire (1996), L'appel à l'Empire (1997) et Images et Colonies (1993). Ainsi que l'exposition Zoos humains à l'AfricaMuseum (Bruxelles, Belgique). En 2012, il a été le co-commissaire d'exposition avec Nanette Snoep et Lilian Thuram de Exhibitions. L'invention du sauvage au Musée du quai Branly, prix de la meilleure exposition 2012 aux Globes de cristal Art et Culture.
En 2016, il a réalisé l'exposition Champions de France suivie, en 2017, de l'exposition Artistes & Diversités en France. En 2021, il conçoit et anime l'exposition Histoire, Sport & Citoyenneté sur le thème des Jeux olympiques « Des Jeux olympiques d'Athènes 1896 aux Jeux olympiques et paralympiques de Paris 2024 » pour la CASDEN Banque populaire. Il a été aussi en 2021 co-commissaire de l'exposition au musée de l'Homme Portraits de France.

## Prises de position
Il s'est attaché à la notion d'« idéologie coloniale » et à celle des héritages post-coloniaux, autour de la notion de « mémoire coloniale » afin de mesurer l'impact de ces questions dans les enjeux de citoyenneté contemporains dont l'ouvrage collectif La Fracture coloniale. La société française au prisme des héritages coloniaux (2005), qui regroupe les contributions de 23 historiens, sociologues, politologues et ethnologues, propose une première synthèse. En 2015, Sonya Faure, journaliste au journal Libération, reviendra sur cet ouvrage et mentionnera que le livre « avait agité le monde universitaire et le débat public. Dix ans après, le sillon du postcolonialisme est mieux connu, il nourrit des recherches, structure la pensée d'une partie du monde militant. Mais les espoirs des auteurs, qui pensaient encore que l'histoire des immigrations entrerait peu à peu “dans le récit de la nation”, ont été douchés. “De la fracture coloniale, écrivent-ils aujourd'hui, nous sommes passés à la fracture identitaire”. »
En 2010, Pascal Blanchard publie avec Lilian Thuram, Rokhaya Diallo, Marc Cheb Sun et François Durpaire un Appel pour une République multiculturelle et post-raciale.

## Réception critique
Il est rejeté par Houria Bouteldja et ses partisans comme étant un « intellectuel blanc », qui se serait « emparé du postcolonial, l'aurait débarrassé de sa radicalité et de fait rendu acceptable ».
Pour Jean-Pierre Chrétien, au sujet du livre La Fracture coloniale, « la thèse nous paraît réductrice à plus d'un titre », mais « la question est importante et mérite d'être discutée. » Selon l'anthropologue Jean Copans, l'ouvrage est d'une lecture « bénéfique » mais fait « l'impasse sur les dynamiques sociales et les configurations économiques et politiques de l'évolution postcoloniale de la société française ». L'historienne Catherine Coquery-Vidrovitch souligne pour sa part que « l'accueil brutal parfois réservé par les spécialistes au présent ouvrage confirme un choc frontal entre « visions idéologiques obstinées et concurrentes » de la colonisation, des traites négrières ou des guerres coloniales […] c'est un phénomène nouveau, né d'un amalgame de mémoires travaillées par des affrontements politiques qui refusent de reconnaître la complexité inhérente aux processus historiques. »
Pour l'historien Gérard Noiriel, en conflit depuis de nombreuses années avec Pascal Blanchard sur la manière d'appréhender l'histoire de l'immigration en France, auteur du Creuset français, la démarche des « Bâtisseurs de mémoire » (dont l'objet est de travailler à destination des grandes marques pour concevoir des musées), qui se distingue de celle du Groupe de recherche Achac, relève d'une « conception publicitaire de l'histoire » fondée sur les archives images dans la perspective de l'« histoire-mémoire ». Deux appréhensions de l'histoire de l'immigration en France opposent Pascal Blanchard et Gérard Noiriel, l'un distingue les différentes immigrations et leurs histoires propres (et imaginaires), l'autre fédère dans un tout ce récit au cœur du Creuset français[réf. souhaitée]. Pascal Blanchard répond a ces critiques point par point dans plusieurs articles,.
Pour l'historien Michel Renard (auteur entre autres, avec Daniel Lefeuvre Faut-il avoir honte de l'identité nationale ?, souvent associé au courant dit de « l'anti-repentance »), les thèses de Pascal Blanchard sur la « fracture coloniale » et la « postcolonialité » qui expliqueraient le vécu et le langage de secteurs de la population française stigmatisés, ethnicisés, déréalisés, etc., ne s'appuient sur aucun travail historique. Il soutient que «[Pascal Blanchard] utilise une image militante du passé colonial qui altère gravement la réalité historique de la colonialité. En la schématisant à l'extrême».
Plusieurs historiens proches de l’Observatoire du décolonialisme, collectif « potache » créé en 2021 qui se réclame de l'universalisme républicain et cherche à « discréditer les travaux sur les questions de race », sont très critiques de ses travaux.

### Controverses
Plusieurs critiques publiés dans la revue Agone reprochent à Pascal Blanchard son double profil d'historien et de co-directeur d'agence,. En réponse à cet article, Gilles Boëtsch, président du Conseil scientifique du CNRS, critique la méthode employée d'un texte sous pseudonyme. Pour Vincent Chambarlhac dans un article paru dans Dissidences,  Nicolas Bancel et Pascal Blanchard auraient joué « une stratégie de challenger dans l’espace académique qui participe, par le biais de l’agence de communication qu’ils ont créé (Les Bâtisseurs de mémoire) de l’History Business ».
À l'automne 2017, dans un numéro spécial de la revue Cultures & Conflits, la professeure de lycée d'histoire-géographie Laurence de Cock reproche à Pascal Blanchard de « mêler stratégie entrepreneuriale et démarche académique ».
L’historienne Emmanuelle Sibeud, spécialiste de l’histoire intellectuelle de la colonisation, lui reproche d’avoir diffusé les discours et l’imagerie raciste de la colonisation à des fins promotionnelles, contribuant ainsi à un recul du débat sur les études postcoloniales en France. Elle souligne que « la patrimonialisation d’une culture coloniale arbitrairement réduite au discours de la propagande coloniale institutionnelle permet de faire à nouveau la sourde oreille », alors qu’il avait fallu attendre les années 1970 pour que l’appel de Léopold Sédar Senghor à « déchirer les rires Banania sur les murs de France » soit entendu. L’ouvrage Sexe, race & colonies a été critiqué pour la reproduction d’images érotiques et pornographiques produites en situation coloniale, sans contextualisation jugée suffisante. Certains chercheurs estiment qu’il contrevient aux principes déontologiques et méthodologiques de la recherche historique.

## Publications

### Directions et codirections
- Images et colonies. Iconographie et propagande coloniale sur l'Afrique française de 1880 à 1962 (avec Nicolas Bancel et Laurent Gervereau), Nanterre : BDIC et Paris : Achac, 1993. Catalogue de l'exposition du Musée d'Histoire contemporaine.
- Images et Colonies (avec Armelle Chatelier), Paris : Syros-ACHAC, 1994. Actes du colloque de l'ACHAC du 20 au 22 janvier 1993 à la Bibliothèque nationale de France. Numéro spécial de Plein Sud.
- L'Autre et nous (avec Stéphane Blanchoin, Nicolas Bancel, Gilles Boëtsch et Hubert Gerbeau), Paris : Syros, 1995[50].
- Images d'Empire. Trente ans de photographies officielles sur l'Afrique française (1930-1960) (avec Nicolas Bancel et Francis Delabarre), Paris : La Documentation française/La Martinière, 1997.
- L'Afrique, un continent des nations (avec Sandrine Lemaire), Toulouse : Milan, coll. « Les Essentiels Milan », 1997.
- De l'indigène à l'immigré (avec Nicolas Bancel), Paris : Éditions Gallimard, coll. « Découvertes Gallimard / Histoire » (no 345), 1998[51].
- Passerelles no 16 : Afriques, mai 1998.
- Le Paris noir (avec Éric Deroo et Gilles Manceron), Paris : Hazan, 2001.
- Zoos humains. De la Vénus hottentote aux reality shows (avec Nicolas Bancel et Gilles Boëtsch), Paris : La Découverte, 2002[52],[53].
- Cultures colonies (avec Sandrine Lemaire), Paris : Autrement, coll. « Mémoires » :

1. Culture coloniale. La France conquise par son empire, 1871-1931, 2002.
2. Culture impériale. Les colonies au cœur de la République, 1931-1961, 2004.
3. Culture post-coloniale. Traces et mémoires coloniales en France, 1961-2006, 2006[54].

- Éditions intégrale Culture coloniale en France, Paris : CNRS Éditions, 2008.
- Le Paris arabe. Deux siècles de présence des Orientaux et des Maghrébins 1830-2003 (avec Éric Deroo, Driss El Yazaar, Pierre Fournié et Gilles Manceron), Paris : La Découverte, 2003.
- Le Paris Asie. 150 ans de présence asiatique dans la capitale (avec Éric Deroo), Paris : La Découverte, 2004.
- La Fracture coloniale. La Société française au prisme de l'héritage colonial (avec Nicolas Bancel et Sandrine Lemaire), Paris : La Découverte, 2005[55].
- Marseille porte sud: Un siècle d'histoire coloniale et d'immigration (avec Gilles Boëtsch), Paris : La Découverte et Marseille : Jeanne Laffitte, 2005.
- Sud-Ouest, Porte des outre-mers, Paris : Milan, 2006.
- La République coloniale (avec Nicolas Bancel et Françoise Vergès), éditions Fayard, 2006, 192 pages[56].
- La Colonisation française (avec Nicolas Bancel et Françoise Vergès), Toulouse : Milan, coll. « Les Essentiels Milan », 2007.
- Lyon, Capitale des outre-mers (avec Nicolas Bancel et Léla Bencharif), Paris : La Découverte, 2007.
- La France face à son histoire (La Découverte, 2008, sous la direction d’Isabelle Veyrat-Masson et Pascal Blanchard)[57]
- Les Guerres de mémoire. La France et son histoire (avec Isabelle Veyrat-Masson), Paris : La Découverte, 2008.
- Human zoos, Liverpool, Liverpool university press, 2008.
- Frontière d’empire, du Nord à l’Est (avec Ahmed Boubeker, Nicolas Bancel et Éric Deroo), Paris : La Découverte, 2008.
- Coloris Corpus (avec Jean-Pierre Albert, Bernard Andrieu, Gilles Boëtsch et Dominique Chevé), Paris : CNRS Éditions, 2008.
- Grand-Ouest : mémoire des Outre-Mers (avec Farid Abdelouahab), Rennes : Presses universitaires de Rennes, 2008.
- Culture coloniale en France de la révolution française à nos jours (avec Sandrine Lemaire et Nicolas Bancel), Paris CNRS Éditions 2008.
- Corps et couleurs (avec Gilles Boëtsch et Dominique Chevé), Paris : CNRS Éditions, 2008.
- Hermès no 52 : Les Guerres de mémoire dans le monde (avec Marc Ferro et Isabelle Veyrat-Masson), Paris : CNRS Éditions, octobre 2008.
- Ruptures postcoloniales. Les Nouveaux Visages de la société française (avec Nicolas Bancel, Florence Bernault, Ahmed Boubeker, Achille Mbembe et Françoise Vergès), Paris : La Découverte, 2010.
- La France noire, Paris : La Découverte, 2011.
- Exhibitions. L'invention du sauvage (avec Gilles Boëtsch et Nanette Jacomijn Snoep), Arles : Actes Sud et Paris : Musée du quai Branly, 2011. Catalogue d'exposition.
- Shokuminchi Kyowakoku Furansu (avec Nicolas Bancel et Françoise Vergès), Tokyo, Éditions Iwanami Shoten, 2011.
- Zoos humains (avec Sandrine Lemaire, Nicolas Bancel, Gilles Boëtsch, Éric Deroo), Paris, La Découverte, 2004.
- Exhibition. The invention of the savage (avec Gilles Boëtsch and Nanette Jacomijn Snoep), Arles : Actes Sud et Paris : musée du quai Branly - Jacques Chirac, 2011. Catalogue d'exposition.
- MenschenZoos. Schaufenster der Unmenschlichkeit… Völkerschauen in Deutschland, (avec Nicolas Bancel, Eric Deroo, Gilles Boetsch, Sandrine Lemaire), Paris, Les éditions du crireur public, 2012.
- La France arabo-orientale, (avec Naïma Yahi, Yvan Gastaut, Nicolas Bancel), Paris, La Découverte, 2013.
- Les années 30 sont de retour : Petite leçon d'histoire pour comprendre les crises du présent (avec Renaud Dély, Claude Askolovitch et Yvan Gastaut), Paris, Flammarion, 2014.
- Le Grand Repli, (avec Nicolas Bancel, Ahmed Boubecker), Paris, La Découverte, 2015.
- Vers la Guerre des identités ? (avec Nicolas Bancel et Dominic Thomas), Paris, La Découverte, 2016[58],[59].
- Atlas des immigrations en France. Histoire, mémoire, héritage (avec Hadrien Dubucs et Yvan Gastaut), Paris, Autrement, 2016.
- L'Invention de l'Orient, Paris, La Martinière, 2016.
- Les Années 30. Et si l'histoire recommençait ? (avec Farid Abdelouahab), La Martinière, 2017.
- Les Années 50. Et si la guerre froide recommençait ? (avec Farid Abdelouahab et Pierre Haski), La Martinière, 2018.
- Sexe, race & colonies. La domination des corps du XVe siècle à nos jours (avec Nicolas Bancel, Gilles Boëtsch, Christelle Taraud, Dominic Thomas), La Découverte, 2018[60],[61].
- Décolonisations françaises - La chute d'un empire (avec Nicolas Bancel, Sandrine Lemaire, Benjamin Stora (préface) et Achille Mbembe (postface)), La Martinière, 2020.
- Le racisme en images. Déconstruire ensemble (co-dirigé avec Gilles Boëtsch), La Martinière, 2021 (avec des contributions de Leïla Slimani, Alain Mabanckou, Pascal Ory, Didier Daeninckx, Rachida Brakni, Rachid Benzine, Johann Chapoutot, Achille Mbembe, Chantal Meyer-Plantureux, Pap Ndiaye, Benjamin Stora, Michel Wieviorka, Abd Al Malik…)
- Colonisation & propagande. Le pouvoir de l’image (avec Nicolas Bancel, Sandrine Lemaire, Dominic Thomas, Alain Mabanckou), Le Cherche midi, 2022 [62].
- Histoire globale de la France coloniale (dirigé avec Nicolas Bancel, Sandrine Lemaire, Dominic Thomas), Philippe Rey Editions, 2022. (avec une centaine de contributeurs)
- Notre France noire : de A à Z, en collaboration avec Alain Mabanckou et Abdourahman Waberi, Fayard, 2023.
- Une histoire mondiale de l'olympisme. 1896-2024, avec Nicolas Bancel, Pascal Blanchard, Gilles Boëtsch, Daphné Bolz, Yvan Gastaut, Sandrine Lemaire, Atlande/Atlantique, 2023.
- Olympisme, une histoire du monde, (en collaboration avec Sandrine Lemaire, Nicolas Bancel, Elisabeth Jolys-Shimells, Sébastien Gökalp, Stéphane Mourlane, Yvan Gastaut, Claude Boli, Daphné Bolz, Pascal Charitas, Sylvère-Henry Cissé, Philippe Tétart, Dominic Thomas), Editions de La Martinière, 2024.
- France, terre d'immigration: Treize siècles de présence du Maghreb, de l'Égypte et de l'Orient  , Yvan Gastaut, Naïma Yahi, Leïla Slimani (préface), Benjamin Stora (postface)), Philippe Rey Editions, 2025.
- François Mitterrand, le dernier empereur (codirection avec Nicolas Bancel, avec les contributions de Didier Daeninckx, François Gerber, Laurence Jolly, Johann Chapoutot, Pierre Ramognino, Sandrine Lemaire, Julien Fargettas, Judith Bonnin, Alain Ruscio, Tony Chafer, Sylvie Guillaume, Catherine Coquery-Vidrovitch, Julien Hélary, Alain Mabanckou, Pierre Journoud, Benjamin Stora, Sophie Bessis, Anne-Laure Ollivier, Nicolas Lebourg, Dominic Thomas, Tramor Quemeneur, Fabrice d’Almeida, Abdourahman A. Waberi, Philippe Marchesin, Noëlline Castagnez, Stéphane Gacon, Ahmed Boubeker, Thérèse Pujolle, Jean-Marc Regnault, Kouamé Loukey Yocoly, Jean Garrigues, Jean-Pierre Bat, Alain Rollat, Frédéric Turpin, Roger Koudé, Louis Gautier, Antoine Glaser, Aymeric Durez, Maria Malagardis, Vincent Duclert, Pierre Haski, Achille Mbembe), Philippe Rey Editions, 2025.

### Préfaces et éditions critiques
- Paul Colin, Le Tumulte noir (avec Daniel Soutif), Arcueil : Anthèse, 2011. Édition originale du portfolio 1927.
- Dominic Thomas, Noirs d'encre (postface avec Nicolas Bancel), Paris : La Découverte, 2013.
- Crime de guerre. Rouen 9 juin 1940, de De Guillaume Lemaitre, Laurent Martin et Jean-Louis Roussel, L’Echo des vagues, 2022.

## Filmographie
- Concept de films publicitaires pour Cointreau Gastronomie, Les Bâtisseurs de mémoire, 1999. Réalisés par Éric Deroo et Éric Lange.
- Réalisation avec Éric Deroo de Zoos humains, Zarafa films, 2002[n 2].
- Réalisation avec Éric Deroo de Paris couleurs, Images et Compagnie, 2005.
- Réalisation avec Morad Aït-Habbouche et texte avec Christophe Mamus de Des noirs en couleur, EBLV/Les Bâtisseurs d'images, 2010.
- Auteur avec Juan Gelas de Noirs de France de 1889 à nos jours, Compagnie des phares et balises, 2012 (qui a reçu de nombreux prix dont une étoile à la SCAM et le prix du meilleur documentaire télévisuel[63],[64]).
- Auteur avec Rachid Bouchareb de Exhibitions, 3B Productions, 2010.
- Auteur avec Rachid Bouchareb de Frères d'armes, série de 50 films, Tessalit Productions, 2014.
- Auteur avec Rachid Bouchareb de Champions de France, série de 45 films, Tessalit Productions, 2015.
- Auteur-réalisateur avec Sonia Dauger et David Dietz, Les Bleus. Une autre histoire de France, documentaire, Blackdynamique/France 2, 2016.
- Auteur avec Lucien Jean-Baptiste d'Artistes de France, série de 42 films, Bonne Pioche production, 2017.
- Réalisation avec Bruno Victor-Pujebet de Sauvages, au cœur des zoos humains, documentaire, Bonne Pioche production, 2018[65].
- Co-auteur avec David Korn-Brozza de Décolonisations. Du sang et des larmes, film documentaire (en 2 parties de 80 minutes), Cinétévé Productions, 2020[66],[67].

## Télévision
- 2014-2015 : Frères d'armes, série télévisée historique présentant en 50 courtes biographies des hommes et femmes du monde entier (et en particulier de l’ancien empire colonial français) ayant combattu au service de la France, réalisée avec le cinéaste Rachid Bouchareb.
- 2015-2016 : Champions de France, série télévisée historique présentant 45 portraits de sportifs issus de l'immigration qui ont contribué à la réputation et à la célébrité de la France dans le monde du sport, réalisé par Rachid Bouchareb.
- 2017-2018 : Artistes de France, série télévisée présentant 42 portraits d'artistes issus de l'immigration et des outre-mer qui ont contribué à enrichir le patrimoine culturel français, réalisé par Lucien Jean-Baptiste.